# Jarrod Smith
Jarrod Smith (Havelock North, 20 de junho de 1984) é um futebolista profissional neo-zelândes, atacante, milita no Napier City Rovers. Estreou para seleção nacional de seu país em 23 de fevereiro de 2006. 